# Mateu Brujas i Romeu
Mateu Brujas i Romeu (Sabadell, 1834? - 6 de novembre de 1903) fou un industrial tèxtil català. Va ser el primer fabricant que llançà el xeviot al mercat de la península Ibèrica.

## Biografia
Mateu Brujas va fer estudis de teoria tèxtil i va treballar de teòric a la fàbrica Capmany de Sabadell. Als 26 anys s'establí pel seu compte amb una modesta indústria tèxtil que s'engrandí ràpidament amb la introducció als mercats espanyol i sud-americà. L'èxit, però, li arribà amb la fabricació d'un nou gènere anomenat xeviot, teixit de llana de colors suaus, amb un acabat lleugerament enfeltrat i flonjo al tacte. Brujas va ser el primer fabricant que llançà el xeviot al mercat peninsular. Va ser famosa la casa amb la fàbrica annexa que es va fer construir al carrer d'Arimon, a finals del segle xix, coneguda popularment com a ca la Patoia. Brujas va ser tinent d'alcalde de l'ajuntament, encarregat de la regidoria de Foment. Fou distingit amb la Gran Creu d'Isabel la Catòlica pels seus mèrits en el terreny industrial i social.
L'any 1910 Sabadell li dedicà un carrer, que és un tram del que popularment es coneix com a Gran Via.